# Eugen Suchoň
Eugen Suchoň (25. září 1908, Pezinok, Uhersko – 5. srpna 1993, Bratislava, Slovensko) byl slovenský hudební skladatel, pedagog a teoretik.

## Život a dílo
Eugen Suchoň položil základy moderní slovenské hudby a je také autorem slovenské národní opery. Ve své tvorbě hojně vycházel ze slovenské lidové melodiky.
Základní hudební zkušenosti získal v domácím prostředí. V letech 1917–1923 studoval gymnázium a od roku 1920 zároveň Hudební školu v Bratislavě (klavír – Frico Kafenda). Pokračoval v letech 1927–1931 studiem na Hudební a dramatické akademii v Bratislavě (skladba a klavír – Frico Kafenda, dirigování – Josef Vincourek). V období 1931–1933 studoval skladbu na mistrovské škole pražské konzervatoře u Vítězslava Nováka.
Od roku 1933 působil jako profesor teoretických předmětů a od 1948 na Hudební a dramatické akademii v Bratislavě (roku 1941 byla zestátněna a přejmenována na Státní konzervatoř v Bratislavě). V letech 1941–1948 byl profesorem skladby na Státní konzervatoři v Bratislavě a v období 1948–1960 profesorem a vedoucím Katedry hudební výchovy na Vysoké škole pedagogické v Bratislavě. V letech 1963–1974 přednášel hudební vědu a výchovu na Filozofické fakultě Univerzity Komenského.

## Ocenění
V roce 1958 byl jmenován národním umělcem. V roce 2008 mu prezident Slovenské republiky Ivan Gašparovič propůjčil státní vyznamenání Řád Ľudovíta Štúra I. třídy, in memoriam. V roce 1981 mu byla udělena Herderova cena

## Dílo

### Balet
- Angelika (1952)

### Opery
- Ester – nedokončená opera (1927)
- Maškrtka – nedokončená opera (1927)
- Krútňava (1941–1949)
- Svätopluk (1953–1959)

### Orchestrální skladby
- Balada pro lesní roh a orchestr (1928)
- Sonáta As dur pro housle a klavír (1929–1930)
- Malá suita s passacagliou (1931–1932)
- Burleska pro housle a orchestr (1933)
- Předehra Kráľ Svätopluk (1935)
- Baladická suita (1935)
- Fantazie pro housle a orchestr (1948)
- Metamorfózy (1953)
- Šest skladeb pro smyčcový orchestr (1955–1963)
- Rapsodická suita pro klavír a orchestr (1965)
- Kaleidoskop (Evoluzioni armoniche), cyklus skladeb pro klavír, varhany, smyčcový orchestr a bicí nástroje (1967–1969)
- Symfonická fantázie na B-A-C-H pro varhany, smyčce a bicí (1971)
- Concertino pro klarinet a orchestr (1977)

### Komorní skladby
- Smyčcovým kvartetem (1930–1931)
- Serenáda pro dechové kvinteto (1932–1933)
- Klavírní kvarteto (1932–1933)
- Sonatína pro housle a klavír (1937)
- Obrázky ze Slovenska, šest cyklů skladeb pro klavír (1954–1955)
- Poéma Macabre pro housle a klavír (1963)
- Kontemplace pro recitátora a klavír (1964)
- klavírní Elegie a Toccata (1973–1978)
- Elegia pro trombón a komorní orchestr[2]
- Legenda pro klarinet a smyčcový orchestr[3]

### Vokální tvorba
- Bačovské písně pre baryton a klavír (1929)
- Slovenské lidové písně (1930)
- Nox et solitudo na báseň Ivana Kraska – písňový cyklus(1932)
- Čtyři slovenské lidové písně pro soprán a klavír (1936)
- Žalm země podkarpatské – kantáta (1937–1938)
- Písně z hor, 6 slovenských lidových písní pro soprán, tenor a malý orchestr (nebo klavír 1938–1941)
- Zpívánky (1950)
- Terchovské zpěvy (1950)
- Triptych O krvi: písně Ad Astra na básně Štefana Žáryho (1961)
- Slovenská píseň na báseň Jána Smreka (1972)
- Do neznáma (1976–1977) písňový cyklus na slova Petra Štilicha

### Sbory
- O horách – vokální symfonie (1934–1942)
- O člověku – cyklus smíšených sborů na básně Jána Smreka (1962)

### Hudba k filmu
- Boj sa skončí zajtra (1951)

### Publikace
- 1955 Všeobecná nauka o hudbě
- 1977 Akordika v hudbě 20. století